# Lac Sebago
Le lac Sebago (Sebago Lake) est un lac situé dans le comté de Cumberland (Maine, États-Unis). Sa superficie est de 117 km2, ce qui en fait la deuxième plus vaste étendue d'eau douce dans le Maine après le lac de Moosehead, et c'est également le lac le plus profond de l'État avec une profondeur maximale de 96 mètres.
Le lac est la principale source d'alimentation en eau potable de la région de Portland.
Frye Island, une île lacustre d'une superficie de 4 km2, est occupée de façon saisonnière et est accessible par ferry. Le parc d'État Sebago Lake, situé sur la rive nord du lac, a été ouvert en 1938 et est l'un des cinq plus anciens parcs d'État du Maine.
Le lac compte diverses espèces de poissons telles que le saumon atlantique, l'éperlan, plusieurs sortes de truites et de perches, et le grand brochet, ce dernier ayant été introduit illégalement et menaçant l'écosystème du lac.